# Potlicker Flats
Potlicker Flats es un lugar designado por el censo ubicado en el condado de Mifflin en el estado estadounidense de Pensilvania. En el Censo de 2010 tenía una población de 172 habitantes y una densidad poblacional de 388,36 personas por km².

## Geografía
Potlicker Flats se encuentra ubicado en las coordenadas 40°43′37″N 77°36′22″O / 40.72694, -77.60611. Según la Oficina del Censo de los Estados Unidos, Potlicker Flats tiene una superficie total de 0.44 km², de la cual 0.44 km² corresponden a tierra firme y (0%) 0 km² es agua.

## Demografía
Según el censo de 2010, había 172 personas residiendo en Potlicker Flats. La densidad de población era de 388,36 hab./km². De los 172 habitantes, Potlicker Flats estaba compuesto por el 99.42% blancos, el 0.58% eran afroamericanos, el 0% eran amerindios, el 0% eran asiáticos, el 0% eran isleños del Pacífico, el 0% eran de otras razas y el 0% pertenecían a dos o más razas. Del total de la población el 0% eran hispanos o latinos de cualquier raza.